# Gordon Belcourt
Gordon Belcourt ou Meekskimeeksskumapi, né en 1945 et mort le 15 juillet 2013, est un dirigeant tribal américain des Pieds-Noirs et un défenseur des droits. 
En tant que membre de la tribu « Blackfeet » (Pieds-Noirs) Belcourt servit comme directeur exécutif du Conseil tribal du Montana-Wyoming pendant quinze ans, de 1998 jusqu'à sa mort en 2013,,.
Belcourt est né en 1945 et a grandi sur la réserve indienne Blackfeet au Montana. Il fut nommé Meekskimeeksskumapi, ce qui signifie « Mixed Iron Boy » (« Garçon du fer croisé ») en l'honneur des batailles auxquelles son oncle, Paul Home Gun Jr., avait été impliqué pendant les cinq années de la Seconde Guerre mondiale. Son oncle revint de la guerre peu avant la naissance de Belcourt.
Belcourt était major de sa promotion à Browning High School, mais résista dans un premier temps à l'université. Son directeur d'école secondaire l'informa qu'il irait à l'université. Il a été accepté à l' Université de Santa Clara, une école jésuite de Californie, grâce à une bourse complète du ROTC . Belcourt a obtenu le grade de sous-lieutenant dans l'armée des États-Unis grâce au programme ROTC de Santa Clara. Il y obtint son baccalauréat puis commença des études en droit à l'Université du Montana. Il rencontra sa future épouse, Cheryl, alors qu'il fréquentait le Montana. Belcourt retourna en Californie après ses études de droit, où il obtint une maîtrise en santé publique de l'Université de Californie à Berkeley. Il retourna au Montana, où il résidait à la réserve indienne de Blackfeet et à Missoula avant de s'installer à Billings, Montana. Il a été président du Blackfeet Community College.
Il fut directeur général du Montana-Wyoming Tribal Leaders Council de 1998 à 2013. Il a été largement reconnu pour avoir accru l'influence du conseil. Le Conseil, qui était au bord de la faillite en 1998, n'avait qu'un seul employé lorsqu'il a commencé son mandat.  Belcourt a élargi le Conseil grâce au développement et à la rédaction de subventions. Sous Belcourt, le Conseil acquit un financement de 5 millions de dollars (en 2009) pour lutter contre l'abus d'alcool dans les communautés amérindiennes du Montana et du Wyoming. Deux sénateurs américains du Montana, Max Baucus et Jon Tester, consultèrent l'avis de Belcourt sur des questions pertinentes pour les Amérindiens, y compris l'autorisation de l'Indian Healthcare Improvement Act et la création du Tribal Law and Order Act de 2010. En février 2013, ils attirèrent l'attention du public sur les taux élevés de suicide dans les communautés amérindiennes.
Belcourt a également joué un rôle déterminant dans la création d'une section régionale du Conseil tribal de revue institutionnelle (Tribal Institutional Review Board).
La Berkeley School of Public Health de l'Université de Californie honora Belcourt comme l'un de ses héros en santé publique (2003) pour son travail sur les problèmes de santé des Amérindiens. En 2007, il reçut un doctorat honorifique de l'Université du Montana.
Gordon Belcourt est décédé d'une longue maladie à la clinique St. Vincent à Billings, Montana, à 7 heures du matin le 15 juillet 2013, à l'âge de 68 ans. Il laissa sa femme de 43 ans, Cheryl, et sept de leurs huit enfants - Sol, Paul Thunder, Annjeanette Elise, Jaime Ruth, Ben David, Alex Anson et Sienna Noel. Sa huitième fille, Elena Katie, a été assassinée en 2001, ce qui renforça alors sa détermination à lutter contre la violence et le crime.